# Kimi ga inai mirai
Kimi ga inai mirai (君がいない未来? lett. "Un futuro senza di te")  è un singolo del gruppo musicale giapponese Do As Infinity, pubblicato il 20 gennaio 2010 per l'etichetta discografica Avex Trax.
Il singolo è stato pubblicato insieme ad altri quattro brani pubblicati in precedenza. Il brano è stato scelto come sigla d'apertura per la serie anime Inuyasha: The Final Act. Il video musicale è diretto da Wataru Takeishi. Si è classificato al 10º posto nella classifica giapponese Oricon ed è rimasta in classifica per cinque settimane.
In seguito il brano è stato incluso all'interno dell'album EIGHT.

## Tracce
Edizioni musicali Avex Trax.
1. Kimi ga inai mirai – 4:21 (testo: Kano Inoue, Kyasu Morizuki, Tomiko Van – musica: Katsumi Ohnishi)
2. Fukai mori – 4:05 (Inoue, Morizuki, Van)
3. Shinjitsu no uta – 4:15 (Inoue, Morizuki, Van)
4. Rakuen – 4:56 (testo: Ryo Owatari – musica: Inoue, Morizuki, Van)

Durata totale: 17:37